# 友鹿金氏
友鹿金氏（ウロッキムし、ゆうろくきんし、朝鮮語: 우록김씨）または賜姓金海金氏（しせいきんかいきんし）は、朝鮮の氏族。李氏朝鮮に帰化した日本人が祖先であるとされており、姓を与えたもともとの金海金氏との血縁関係はない。
本貫は、大邱広域市達城郡嘉昌面友鹿里。人口は、2015年の調査で15人。

## 歴史
始祖は、日本の武将とされる沙也可である。文禄・慶長の役のときに、加藤清正の先遣隊として朝鮮へ渡るが、投降した。その後、朝鮮軍に加わって豊臣軍と戦い武勲を挙げ、宣祖から金忠善の名と官位、大邱郊外の友鹿里の領地、金海金氏の姓を賜る。
1603年の女真族侵攻の際には自ら志願して10年間国境を防衛した他、1624年の李适の乱では副將として徐牙之を討ち取る功をあげた。 1636年の丙子胡乱では召命を待たず、廣州雙嶺の戦いに参加し、和議成立後に友鹿里に戻った。
金忠善は、慶尚南道晋州牧師張春點の領主の娘を娶って定住した。。その子孫一族が友鹿金氏である。

## 人物
- 金致烈：第13代検察総長、第27代法務部長官、第37代内務省
- カルカナマ：ウェブトゥーン作家
- キム・ジョンファ：女優

## 集姓村
- 大邱広域市達城嘉昌面友鹿里
- 全羅北道長水郡
- 慶尚南道密陽市
- 慶尚北道清道郡

## 人口
始祖金忠善の子孫は約200,000人、友鹿金氏を称する子孫は8000人である。